# رخصة القيادة في بلغاريا

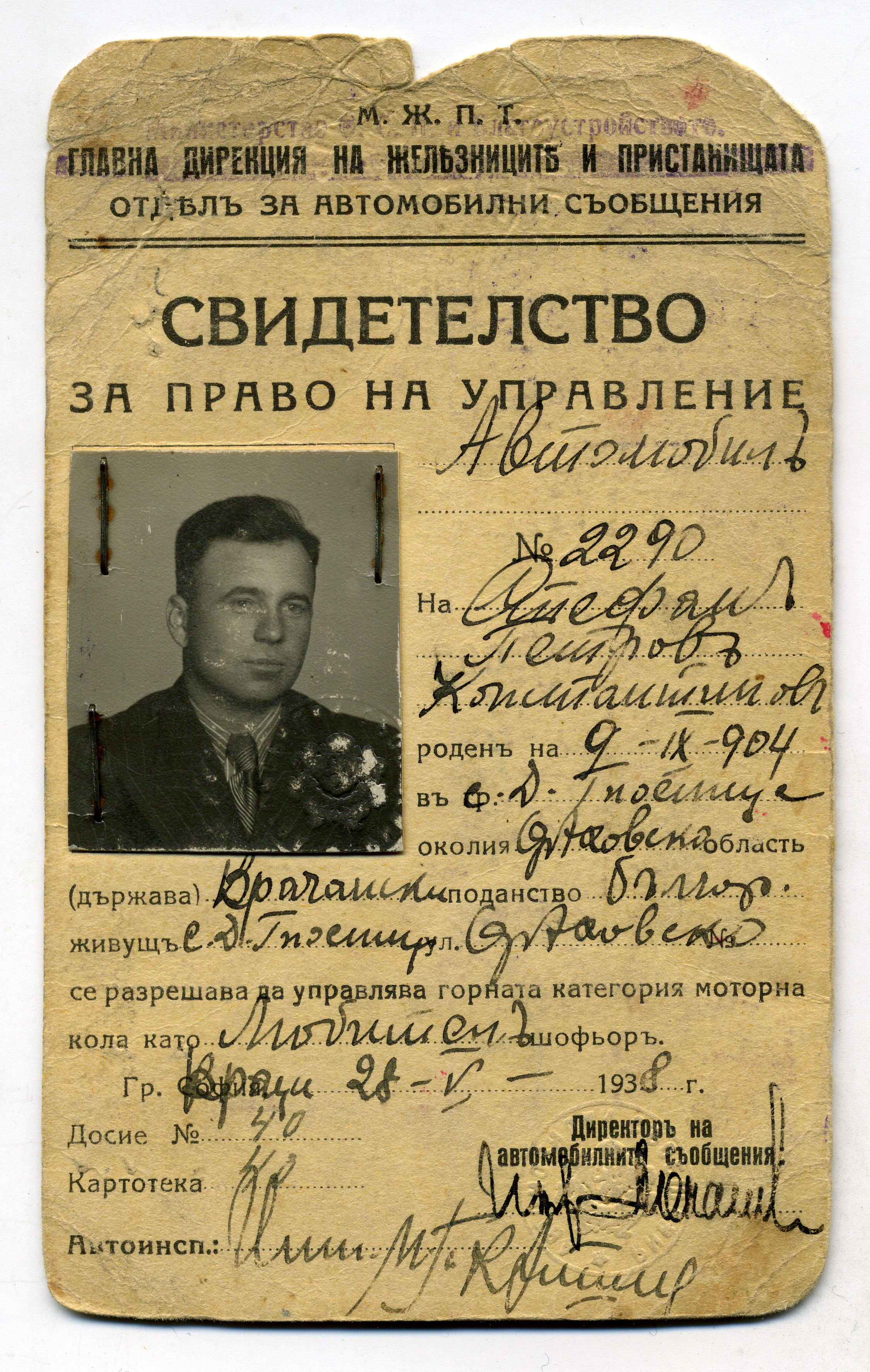

في بلغاريا رخصة القيادة (بالبلغارية:Свидетелство за управление на моторно превозно средство) هو حق حكومي يمنح لأولئك الذين يطلبون ترخيصًا لأي من الفئات التي يرغبون فيها. مطلوب لكل نوع من المركبات الآلية. الحد الأدنى لسن الحصول على رخصة قيادة هو: 16 سنة لدراجة نارية ، 18 سنة للسيارة ، و 21 سنة للحافلات ومركبات الشحن.
بالإضافة إلى البطاقة البلاستيكية ، يكون كل حامل رخصة قيادة بلغارية بحوزته مستند ثانٍ ، يدعى التحقق من الرقائق (контролен талон). وهي مصنوعة من الورق الأزرق ، تملأ باليد وختمه. عندما يتم تغريم أحد السائقين بسبب انتهاك الطريق ، يتم أخذها من قبل السلطات وتحل محلها الفعل المؤخرة (акт за нарушение). قد يستمر السائق في القيادة لفترة زمنية محدودة ، كما هو مذكور في المستند. يتم إرجاع الشيكات المضادة فقط بعد دفع الغرامة.
منذ عام 1999 ، تم تغيير شكل رخصة القيادة البلغارية من شكل كتيب وردي إلى بطاقة بحجم بطاقة الائتمان. وقد استُخدم الكتيب ذي اللون الوردي لعدة عقود ، وبالتالي كان رخصة القيادة وما زالت تسمى بشكل غير رسمي باللغة البلغارية: كتيب السائق шофьорска книжка.

## الحصول على رخصة القيادة
يمكن الحصول على رخصة القيادة البلغارية بعد الانتهاء من مدرسة لتعليم القيادة واجتياز اختبار على مرحلتين واختبار النظرية واختبار الطريق. مطلوب شهادة المدرسة الابتدائية أيضا للحصول على رخصة قيادة سارية المفعول.